# Scolopocryptops aberrans
Scolopocryptops aberrans är en mångfotingart som först beskrevs av Chamberlin 1920.  Scolopocryptops aberrans ingår i släktet Scolopocryptops och familjen Scolopocryptopidae.
Artens utbredningsområde är Fiji. Inga underarter finns listade i Catalogue of Life.